# Порошковая металлургия
Порошковая металлургия — технология получения металлических порошков и изготовления изделий из них (или их композиций с неметаллическими порошками). В общем виде технологический процесс порошковой металлургии состоит из четырёх основных этапов: производство порошков, смешивание порошков, уплотнение (прессование, брикетирование) и спекание.
Применяется как экономически выгодная замена механической обработки при массовом производстве. Технология позволяет получить высокоточные изделия. Также применяется для достижения особых свойств или заданных характеристик, которые невозможно получить каким-либо другим методом.

## История и возможности
Порошковая металлургия существовала в Египте в III веке до н. э. Древние инки из драгоценных металлических порошков делали украшения и другие артефакты. Массовое производство изделий порошковой металлургии начинается с середины 19-го века. В 1826 году Пётр Григорьевич Соболевский и Василий Васильевич Любарский разработали способ аффинажа сырой платины и превращения её в ковкий металл.
Порошковая металлургия развивалась и позволила получить новые материалы — псевдосплавы из несплавляемых литьём компонентов с управляемыми характеристиками: механическими, магнитными, и др.
Изделия порошковой металлургии сегодня используются в широком спектре отраслей, от автомобильной и аэрокосмической промышленности до электроинструментов и бытовой техники. Технология продолжает развиваться.

## Получение металлических порошков
Несмотря на разнообразие методов, является наиболее трудоёмкой и дорогой стадией технологического процесса. Физические, химические и технологические свойства порошков, форма частиц зависят от способа их производства. Вот основные промышленные способы изготовления металлических порошков:
1. Механическое измельчение металлов в вихревых, вибрационных и шаровых мельницах.
2. Распыление расплавов (жидких металлов) сжатым воздухом или в среде инертных газов. Метод появился в 1960-х годах. Его достоинства — возможность эффективной очистки расплава от многих примесей, высокая производительность и экономичность процесса.
3. Восстановление руды или окалины. Наиболее экономичный метод. Почти половину всего порошка железа получают восстановлением руды.
4. Электролитическое осаждение металлов из растворов.
5. Использование сильного тока, приложенного к стержню металла в вакууме. Применяется для производства порошкового алюминия.

В промышленных условиях специальные порошки получают также осаждением, науглероживанием, термической диссоциацией летучих соединений (карбонильный метод) и другими способами.

## Изготовление порошковых изделий
Типовой технологический процесс изготовления деталей методом порошковой металлургии состоит из следующих основных операций: приготовление шихты (смешивание), формование, спекание и калибрование.

### Приготовление смеси
Смешивание — приготовление с помощью смесителей однородной механической смеси из металлических порошков различного химического и гранулометрического состава или смеси металлических порошков с неметаллическими. Смешивание является подготовительной операцией. Некоторые производители металлических порошков для прессования поставляют готовые смеси.

### Формование порошка
Формование изделий осуществляется путём холодного прессования под большим давлением (30-1000 МПа) в металлических формах. Обычно используют жёсткие закрытые пресс-формы, пресс-инструмент ориентирован, как правило, вертикально. Смесь порошков свободно засыпается в полость матрицы, объёмная дозировка регулируется ходом нижнего пуансона. Прессование может быть одно- или двусторонним. Пресс-порошок брикетируется в полости матрицы между верхними и нижним пуансоном (или несколькими пуансонами в случае изделия с переходами). Сформированный брикет выталкивается из полости матрицы нижним пуансоном. Для формования используется специализированное прессовое оборудование с механическим, гидравлическим или пневматическим приводом. Полученная прессовка имеет размер и форму готового изделия, а также достаточную прочность для перегрузки и транспортировки к печи для спекания.

### Спекание
Спекание изделий из однородных металлических порошков производится при температуре ниже температуры плавления металла. С повышением температуры и увеличением продолжительности спекания увеличиваются усадка, плотность, улучшаются контакты между зёрнами. Во избежание окисления спекание проводят в восстановительной атмосфере (водород, оксид углерода), в атмосфере нейтральных газов (азот, аргон) или в вакууме. Прессовка в итоге, в зависимости от материала и технологического режима, может превратиться в монолитное изделие или пористое спеченное изделие, технологическая связка при этом выгорает (в начале спекания).

### Калибрование
Калибрование изделий необходимо для достижения нужной точности размеров, улучшается качество поверхности и повышается прочность.

### Дополнительные операции
Иногда применяются дополнительные операции: пропитка смазками, механическая доработка, термическая, химическая обработка и др.

## Преимущества и недостатки
Благодаря структурным особенностям продукты порошковой металлургии более термостойки, лучше переносят циклические перепады температур и напряжений деформации, а также радиоактивного излучения.
Однако порошковая металлургия имеет и недостатки, сдерживающие её развитие: сравнительно высокая стоимость металлических порошков, необходимость спекания в защитной атмосфере, что также увеличивает себестоимость изделий порошковой металлургии, невозможность изготовления в некоторых случаях заготовок больших размеров, необходимость использования чистых исходных порошков для получения чистых металлов.